# Sucia Island
Sucia Island (spanisch Isla Sucia ‚Verdorbene Insel‘; im Vereinigten Königreich Littlespace Island, englisch für ‚Wenig-Platz-Insel‘) ist eine kleine und nahezu vollständig schneebedeckte Insel vor der Danco-Küste des Grahamlands im Norden der Antarktischen Halbinsel. Sie liegt unmittelbar nördlich der Ménier-Insel in der Flandernbucht.
Ihr spanischer Name erscheint erstmals auf einer argentinischen Seekarte aus dem Jahr 1952. Ihr Name spiegelt wider, wie gefährlich das Navigieren in diesem Gebiet mit seinen Untiefen und Rifffelsen ist. Das Advisory Committee on Antarctic Names übertrug die Benennung 1965 in einer Teilübersetzung ins Englische. Das UK Antarctic Place-Names Committee benannte sie dagegen 1959 nach den Problemen, welche die Besatzung der HMS Protector hier hatte, einen geeigneten Standort für eine Messstation zu finden.